# 水镇站
水镇站（韓語：수진역）是朝鮮民主主義人民共和國平安北道义州郡水镇里的一個鐵路車站，属于德岘线。

## 邻近车站
德岘线
义州站 - 水镇站 - 精矿站